# ディーガナカ経
『ディーガナカ経』（ディーガナカきょう、巴: Dīghanakha-sutta, ディーガナカ・スッタ）とは、パーリ仏典経蔵中部に収録されている第74経。『長爪経』（ちょうそうきょう）とも。
釈迦が、外道の修行者ディーガナカに仏法を説く。

## 構成

### 登場人物
- 釈迦
- ディーガナカ（長爪） - 外道の修行者。サーリプッタ（舎利弗）の叔父。

### 場面設定
ある時、釈迦はマガダ国ラージャガハ（王舎城）のギッジャクータ山（霊鷲山）に滞在していた。
そこに外道の修行者で、比丘サーリプッタ（舎利弗）の叔父でもあるディーガナカ（長爪）が訪れ、あらゆる見解を認めないという自身の主張を披露するが、釈迦はそれを論破しつつ、賢者はそうした煩悩から離れられない対立的論争に付き合わないと説く。
更に釈迦は、身体を構成する四元素と、受を構成する三受の無常を説く。
法悦したディーガナカは、三宝への帰依を誓う。

## 日本語訳
- 『南伝大蔵経・経蔵・中部経典2』（第10巻） 大蔵出版
- 『パーリ仏典 中部（マッジマニカーヤ）中分五十経篇I』 片山一良訳 大蔵出版
- 『原始仏典 中部経典2』（第5巻） 中村元監修 春秋社